# Телеграф (фільм, 1933)
Телеграф (англ. The Telegraph Trail) — американський вестерн режисера Тенні Райта 1933 року.

## Сюжет
Фільм розповідає про прокладання телеграфних ліній. Жадібний Гас Лінч, для того, щоб продовжувати дурити містян і зберегти монополію на пересилання, він переконує вождя індіанського племені, що вони не повинні допустити завершення робіт з прокладання телеграфних ліній, так як це загрожує новим припливом «білих» і неминучим винищенням племен. Індіанці знищують загін робітників, але один з них встигає передати в форт телеграфом, що за ними стоїть білий чоловік.

## У ролях
- Джон Вейн — Джон Трент
- Дюк — Герцог — кінь Джона
- Френк МакХью — Капрал Тіппі
- Марселін Дей — Аліса Келлер
- Отіс Херлан — дядько Зік Келлер
- Альберт Дж. Сміт — Гас Лінч
- Якіма Канутт — Високий Вовк
- Лейф МакКі — Лейф
- Чак Балдра — гітарист Чак
- Чіф Джон Біг Трі — індіанець